# Civitella del Tronto
Civitella del Tronto község (comune) Olaszország Abruzzo régiójában, Teramo megyében.

## Fekvése
Civitella del Tronto 589 méteres tengerszint feletti magasságon fekszik a Vibrata-völgyben. Északon  Sant’Egidio alla Vibratával és két marchei községgel Folignanóval és Ascoli Picenóval határos, míg keleten Sant'Omeróval, délen Camplival és nyugaton pedig Valle Castellanával.

## Története
Valószínűleg az ókori picenus település Beregra helyén épült fel. A középkor során a Nápolyi Királyság egyik stratégiailag fontos települése volt. 1861-ben a végsőkig kitartott a Bourbon királyok mellett, amikor Giuseppe Garibaldi csapatai elfoglalták Két Szicília Királyságát és egyesítették, az újonnan megalapított Olasz Királysággal.

## Népessége
A népesség számának alakulása:

## Főbb látnivalói
- Fortezza – Európa második legnagyobb erődítménye, 25 000 m2 területen fekszik. Jelenlegi alakját a 16. század végén nyerte el.
- Porta Napoli – az egykori védműrendszer egyetlen fennmaradt emléke
- San Lorenzo-templom – a 16. században épült
- San Francesco-templom – a 13. században alapították
- Ruetta – Olaszország legszűkebb utcája, építése idején védelmi célokat szolgált